# Aname fuscocincta
Aname fuscocincta là một loài nhện trong họ Nemesiidae.
Aname fuscocincta được miêu tả năm 1918 bởi Rainbow & Pulleine.